# Bank of Palestine
Bank of Palestine (BoP) és el principal banc de Palestina. La seva oficina central es troba a Ramal·lah. La companyia té 74 agències, repartides per la franja de Gaza i Cisjordània. El seu president és, des del 2007, Hashim Shawa, net del fundador de la societat.
Creat el 1960 per Hashem Atta Shawa a Gaza, va començar com un banc agrícola, ajudant els agricultors a desenvolupar el cultiu de cítrics. El seu fill, el Dr. Hani Shawa, es va fer càrrec del banc a principis dels anys 1990.
El banc es va obrir a la Borsa de Valors de Palestina el 2005. El 2007, quan va morir Hani Shawa, el seu fill Hashim Shawa en va assumir el control. Aquell mateix any, el banc va crear la societat Al-Wasta Securities Co.
El 2010, el BoP tenia una capitalització de mercat de 280 milions d'euros. El 2011, va llançar Palpay, un servei de pagament en línia. El mateix any, després d'una sol·licitud del fons monetari palestí, l'administració del banc va anunciar la congelació dels comptes de 31 organitzacions benèfiques i la negativa a obrir comptes a més de 50 entitats. El mateix any va signar el Pacte Global de l'ONU.
Els principals accionistes del banc són: A. M. Al-Kharafi & Sons Trading Co (7,63%), Palestine Investment Fund (6,36%), Mahdiya Y. Shawa (6,29%), HSBC (6,12%) i la Corporació Financera Internacional (5%). El patrimoni del banc representa un capital de 200 milions.